# 基奇坦尼全科醫院
基奇坦尼全科醫院（縮寫）是加拿大努拿烏特地區伊格魯特的一所急症護理醫院，有35張床位，是努拿烏特地區唯一的醫院。

## 科室
- 心臟科
- 婦科
- 皮膚科
- 風濕病科
- 腦神經科
- 內科
- 胸腔內科
- 泌尿科
- 骨科
- 兒童心臟科
- 過敏病科（英语：Allergist）
- 耳鼻喉科
- 眼科